# Radziemice
Radziemice est une localité polonaise, siège de la gmina de Radziemice, située dans le powiat de Proszowice en voïvodie de Petite-Pologne.